# Shōgorō Nishimura
Pour les articles homonymes, voir Nishimura.
Shōgorō Nishimura (西村昭五郎, Nishimura Shōgorō), né le 18 janvier 1930 et mort le 1er août 2017, est un réalisateur japonais.

## Biographie
Shōgorō Nishimura a fait ses études à l'université de Kyoto.
Il a réalisé une centaine de films entre 1963 et 1994.

## Filmographie partielle
- 1963 : Keirin shōnin gyōjōki (競輪上人行状記?)
- 1966 : Namida kun sayonara (涙くんさよなら?)[2]
- 1966 : Futeki na aitsu (不敵なあいつ?)
- 1967 : Seishun no umi (青春の海?)
- 1967 : Hana o kū mushi (花を喰う蟲?)[3]
- 1967 : Hatoba no taka (波止場の鷹?)
- 1967 : Tōkyō shigaisen (東京市街戦?)
- 1968 : Hoshikage no hatoba (星影の波止場?)
- 1968 : Seishun no kaze (青春の風?)
- 1968 : Moeru tairiku (燃える大陸?)

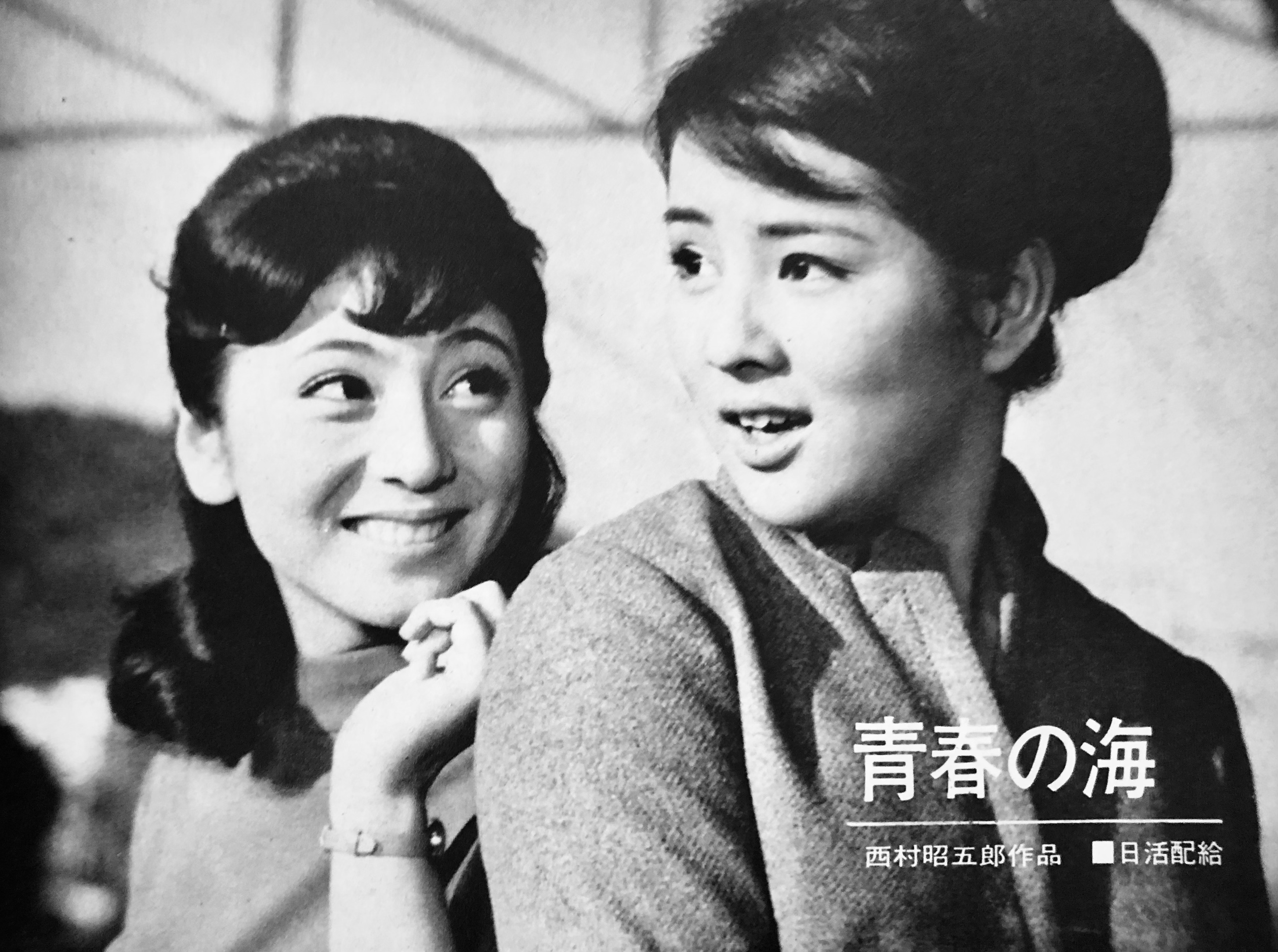
Masako Izumi et Sayuri Yoshinaga dans Seishun no umi (1967).

- 1971 : Le Jardin secret des ménagères perverses (団地妻 昼下がりの情事, Danchizuma: Hirusagari no jōji?)[4]
- 1976 : Tsumatachi no gogo yori: Kannō no ori (「妻たちの午後」より 官能の檻?)
- 1977 : Nikutai no mon (肉体の門?)
- 1979 : Kinjirareta taiken (禁じられた体験?)
- 1979 : Kibōgaoka fūfū sensō (希望ケ丘夫婦戦争?)
- 1980 : Uno Koichiro no nurete modaeru (宇能鴻一郎の濡れて悶える?)
- 1983 : La Femme aux seins percés (乳首にピアスをした女, Chikubi ni piasu o shita onna?)